# Kathrin Angerer
Kathrin Angerer, auch Kathi Angerer, (* 22. Mai 1970 in Oranienburg) ist eine deutsche Schauspielerin.

## Leben
Angerer wuchs in Ost-Berlin auf. Ihre Eltern trennten sich, als sie elf Jahre alt war. Mit ihrer Mutter und ihrem großen Bruder zog sie daraufhin in ein Schwesternheim am Krankenhaus am Friedrichshain. Ihre Mutter heiratete den Philosophen Wolfgang Harich, als Angerer 15 Jahre alt war. Angerer absolvierte von 1986 bis 1988 zunächst eine Ausbildung zur Facharbeiterin für Schreibtechnik und arbeitete von 1988 bis 1989 als Sekretärin beim Verband Bildender Künstler der DDR. 1992 erfolgte eine Schauspielausbildung beim „Theaterverein neunzehn neunzig“.
Ihr erstes Engagement erhielt sie 1993 an der Volksbühne Berlin, wo sie unter der Regie von Frank Castorf bis 2017 zahlreiche Rollen spielte und die Aufmerksamkeit der Kritik gewann. Neben Frank Castorf arbeitete Angerer an der Volksbühne mit Regisseuren und Künstlern wie Andreas Kriegenburg, Dimiter Gotscheff, Leander Haußmann, Sebastian Baumgarten, Jonathan Meese, Paul McCarthy und Ragnar Kjartansson.
2008 beendete Angerer ihr Engagement an der Volksbühne und gastierte am Berliner Maxim-Gorki-Theater. In der Spielzeit 2011/2012 war sie als Gastsolistin in der Partie der Ottilie in Im Weißen Rößl in der Komischen Oper Berlin zu sehen; dort hatte sie auch schon 2008/2009 mitgewirkt. 2013 spielte sie zudem in Don Juan kommt aus dem Krieg (Ödon von Horvath), eine der letzten Inszenierungen Luc Bondys am Berliner Ensemble. 2010 kehrte Angerer an die Volksbühne zurück, wo sie ab 2012 wieder zum festen Ensemble gehörte. In den letzten Jahren der Castorf-Intendanz erhielt Kathrin Angerers Zusammenarbeit mit René Pollesch große Beachtung.
Seit 1996 ist Angerer auch im Fernsehen und im Kino zu sehen. So spielte sie von 1998 bis 2003 in Polizeiruf 110 die Nebenrolle Tamara. 2003 war sie im Film Hamlet X neben Corinna Harfouch, Ulrich Mühe, Rufus Beck, Meret Becker und vielen anderen prominenten deutschen Schauspielern zu sehen. 2006 wirkte sie in Dominik Grafs Film Der Rote Kakadu mit. In dem Mehrteiler Viktor Klemperer – ein Leben in Deutschland verkörperte sie die Rolle Lore Libeskind (Regie: Kai Wessel). Weitere Filmregisseure, mit denen Angerer arbeitete, sind unter anderem Christian Petzold, Dominik Graf, Isabel Kleefeld, André Erkau, Matthias Tiefenbacher und Wolfgang Murnberger. Andreas Dresens Film Gundermann, in welchem Angerer die Rolle der Irene spielte, wurde 2019 mehrfach mit dem Deutschen Filmpreis ausgezeichnet.
Zudem ist Kathrin Angerers Stimme in bislang über hundert Audioproduktionen und Rundfunk-Hörspielen zu hören.

## Auszeichnungen
- 1997: Festival MESS´ Sarajevo Preis als beste Darstellerin für die Rolle Alice in „Trainspotting“ (Irvine Welsh / Frank Castorf)
- 2000: Alfred Kerr Preis als beste Nachwuchsdarstellerin für die Rolle Dascha in „Dämonen“ (Fjodor Dostojewski / Frank Castorf)
- 2001: Festival MESS´ Sarajevo Preis als beste Darstellerin für die Rolle Stella in „Endstation Amerika“ (Tennessee Williams / Frank Castorf)
- 2016: Nominierung Der Faust als beste Darstellerin für „Service no Service“ von René Pollesch.[10]

## Theaterrollen

### Volksbühne Berlin
- 1993: Die Frau vom Meer, Inszenierung: Frank Castorf
- 1994: Ida und Franziska in Pension Schöller: Die Schlacht, Inszenierung: Frank Castorf
- 1994: Aufstand der Angestellten, Inszenierung: Andreas Kriegenburg
- 1996: Käthe Vockerat in Einsame Menschen, Inszenierung: Leander Haußmann
- 1996: Golden fließt der Stahl/Wolokolamsker Chaussee, Inszenierung: Frank Castorf
- 1997: Nr. 40 in Ums nackte Leben, Inszenierung: Michael Talke
- 1997: Trainspotting, Inszenierung: Frank Castorf
- 1997: Die Weber, Inszenierung: Frank Castorf
- 1998: Jessica in Schmutzige Hände, Inszenierung: Frank Castorf
- 1999: Darja Pawlowna Schatow in Die Dämonen von Dostojewski, Inszenierung: Frank Castorf
- 1999: Isabella in Rosenkriege 1 (Richard II.), Inszenierung: Frank Castorf
- 2000: Das obszöne Werk: Caligula, Inszenierung: Frank Castorf
- 2000: Stella Kowalski in Endstation Amerika nach Tennessee Williams, Inszenierung: Frank Castorf
- 2001: Abbie Putnam in Gier unter Ulmen (Desiré), Inszenierung: Fred Kelemen
- 2001: Jelena in Erniedrigte und Beleidigte nach Dostojewski, Inszenierung: Frank Castorf
- 2002: Margarita in Der Meister und Margarita, Inszenierung: Frank Castorf
- 2003: Alexandra Del Lago in Süßer Vogel Jugend, Inszenierung: Frank Castorf
- 2004: Maddalena, genannt Maud, genannt Kokaina in Kokain nach dem gleichnamigen Roman von Pitigrilli, Inszenierung: Frank Castorf
- 2005: Lotte in Groß und klein von Botho Strauß, Inszenierung: Frank Castorf
- 2006: De Frau (Dr. Poundaddylein: Dr. Ezodysseusszeusuzur) von Jonathan Meese (auch Regie)
- 2007: Der Selbstmörder von Nikolaj Erdman, Inszenierung: Dimiter Gotscheff
- 2008: Wiederaufnahme von Dämonen und Erniedrigte und Beleidigte von bzw. nach Dostojewski
- 2008: Florya Tosca in Tosca, Inszenierung: Sebastian Baumgarten
- 2010: Der Kaufmann von Berlin von Walter Mehring, Inszenierung: Frank Castorf
- 2010: Natalja Iwanowna, Fjokla und Klawdija Abramowna in Nach Moskau! Nach Moskau! nach Tschechow, Inszenierung: Frank Castorf
- 2010: Lehrstück von Bertolt Brecht, Musik: Paul Hindemith, Inszenierung: Frank Castorf
- 2011: Der Spieler von Dostojewski, Inszenierung: Frank Castorf
- 2012: Titelrolle in Die Marquise von O… nach Heinrich von Kleist, Inszenierung: Frank Castorf
- 2012: Frosine in Der Geizige von Molière, Inszenierung: Frank Castorf
- 2013: Diakon in Das Duell von Tschechow, Inszenierung: Frank Castorf
- 2013: Baronin Hulot in La Cousine Bette nach Honoré de Balzac, Inszenierung: Frank Castorf
- 2013: Don Juan kommt aus dem Krieg von Horváth, Inszenierung: Luc Bondy, Berliner Ensemble
- 2014: Hilde in Baumeister Sollness von Ibsen, Inszenierung Frank Castorf
- 2015: Gruschenka in Die Brüder Karamasow von Dostojewski, Inszenierung: Frank Castorf;
- 2015: Service No Service von René Pollesch
- 2016: I love you, but I've choosen Entdramatisierung  von René Pollesch
- 2017: Ich kann nicht mehr von René Pollesch
- 2017: Lisawjeta in: Ein schwaches Herz nach Dostojewski, Inszenierung: Frank Castorf
- 2017: Die fremde Frau und der Mann unter dem Bett nach Dostojewski, Inszenierung Frank Castorf, Schauspielhaus Zürich
- 2018 Hunger von Knut Hamsun, Inszenierung Frank Castorf, Salzburger Festspiele
- 2018: Ich weiß nicht, was ein Ort ist, ich kenn' nur seinen Preis von René Pollesch, Schauspielhaus Zürich
- 2019: Deponie Highfield von René Pollesch, Akademietheater Wien

## Filmografie (Auswahl)
- 1996: Engelchen, Regie: Helke Misselwitz
- 1996: Polizeiruf 110 – Kleine Dealer, große Träume (Fernsehreihe), Regie: Urs Odermatt
- 1997: Alarm für Cobra 11 – Die Autobahnpolizei (Fernsehserie, eine Folge), Regie: Peter Vogel
- 1997: Tatort: Der Tod spielt mit (Fernsehreihe), Regie: Peter Vogel
- 1998: Klemperer – Ein Leben in Deutschland (Fernseh-Mehrteiler), Regie: Kai Wessel und Andreas Kleinert
- 1998: Härtetest, Regie: Janek Rieke
- 1999: Polizeiruf 110 – Mörderkind
- 2001: Polizeiruf 110 – Angst
- 2001: Polizeiruf 110 – Kurschatten
- 2001: Toter Mann (Fernsehfilm), Regie: Christian Petzold
- 2002: Polizeiruf 110 – Braut in Schwarz
- 2002: Polizeiruf 110 – Wandas letzter Gang
- 2002: Madrid, Regie: Daphne Charizani
- 2003: Polizeiruf 110 – Die Schlacht
- 2003: hamlet X, Regie: Herbert Fritsch
- 2005: Großstadtrevier (Fernsehserie, eine Folge), Regie: Hans-Erich Viet
- 2006: Der Rote Kakadu, Regie: Dominik Graf
- 2006: Peer Gynt (Fernsehfilm), Regie: Uwe Janson
- 2008: KDD – Kriminaldauerdienst (Fernsehserie, zwei Folgen)
- 2009: UmdeinLeben, Regie: Gesine Danckwart
- 2010: Blond bringt nix (Fernsehfilm), Regie: Isabel Kleefeld
- 2010–12: Mord mit Aussicht (Fernsehserie,  zwei Folgen)
- 2012: Russendisko
- 2012: Die Rollen der Vernesa B. (Kurzfilm), Regie: Jons Vukorep
- 2013: Heiter bis tödlich: Alles Klara – Der Brockengeist (Fernsehserie)
- 2013: Akte Ex – Auf Entzug (Fernsehserie)
- 2014: Tatort: Wahre Liebe
- 2015: Winnetous Sohn
- 2017: Leanders letzte Reise
- 2017: Schnitzel geht immer (Fernsehfilm)
- 2017: Happy Burnout
- 2018: SOKO Hamburg (Fernsehserie, sechs Folgen)
- 2018: Gundermann
- 2018: Factory Cowboys – Working with Warhol (Dokumentarfilm)
- 2018: Der Kriminalist – Schatten der Nacht (Fernsehserie)
- 2019: Tatort: Spieglein, Spieglein
- 2019: Dead End – Mit den Cowboys kam das Verbrechen (Fernsehserie)
- 2019: Zwischen zwei Herzen (Fernsehfilm)
- 2020: Fritzie – Der Himmel muss warten (Fernsehserie, eine Folge)
- 2022: Einfach mal was Schönes
- 2022: Kleo (Fernsehserie)
- 2023: Nackt über Berlin (Fernsehserie)
- 2023: German Genius (Fernsehserie)
- 2023: Geschlechterkampf – Das Ende des Patriarchats
- 2024: Helgoland 513 (Fernsehserie)
- 2024: Where’s Wanda? (Fernsehserie)
- 2025: Janine zieht aufs Land

## Audioproduktionen
- 1994: Lulu in Tätowierung nach den Theaterstück von Dea Loher, Regie: Ulrich Heising (SFB/SDR)
- 1996: Suchejl in Die erste Liebe des Hodscha Nasreddin von Timur Zulfikarov, Regie: Alexander Ponomarev (Deutschlandradio Kultur)
- 1998: Grete in Der Schwester Schatten von Inka Bach, Regie: Corinne Frottier (SFB/ORB)
- 1999: Prinzessin Maria vom Meere von Rolf Gozell, Regie: Wolfgang Rindfleisch (Deutschlandradio Kultur)
- 2000: Lacey in Crazy Times – Die Tagebücher des Nick Twisp von C. D. Payne, Regie: Oliver Sturm (SWR)
- 2001: Julia in Blaubart – Hoffnung der Frauen von Dea Loher, Regie: Corinne Frottier (SFB/ORB)
- 2001: Schöpfung für Anfänger von Rupert Morgan, Regie Oliver Sturm (BR)
- 2001: Ishtar/Shamhat in Gilgamesh, Regie: Klaus Buhlert (BR)
- 2002: Amytis in Daniel und die Königin von Zaubabel von Simone Schneider, Regie: Wolfgang Rindfleisch (Deutschlandradio Kultur)
- 2002: Solveig in Fingerübungen von May B. Lund, Bearbeitung und Regie: Irene Schuck (Deutschlandradio Kultur)
- 2003: Chloé in Der Schaum der Tage von Boris Vian, Regie: Ulrich Gerhardt (SWR)
- 2003: Sängerin Sandy Hopper in Jailhouse Blues von Jörg Graser, Regie: Klaus Mehrländer (Deutschlandradio Kultur/NDR)
- 2003: Anna in Der Winterzirkus von Martin Baltscheit, Regie: Wolfgang Rindfleisch (RBB)
- 2004: María in Der Gesang der Schildkröten von Javier Tomeo, Regie. Barbara Liebster (Deutschlandradio Kultur)
- 2004: Schülerin/Sonja/Sie/Braut in Das Leben in Fragen und Ausrufen von Anton Tschechow, Regie: * 2004: Amanita Elbling in Das Fressverhalten der Mäuse von Martin Ebbertz und Christian Hussel, Regie: Wolfgang Rindfleisch (Deutschlandradio Kultur)
- 2004: Minusch in Die geheimnisvolle Minusch von Annie M. G. Schmidt, Regie: Andrea Otte (SWR)
- 2004: Titelrolle in Ich, Mädchen aus Seeland von Marjolein Bierens, Komposition: Jeroen Kuitenbrouwer, Regie: Marlies Cordia (SWR)
- 2005: Sina in Hundeherz von Michail Bulgakow, Regie: Beate Andres (WDR)
- 2005: Irma in Blaubarts Gärtner von Christoph Güsken, Regie: Christoph Dietrich (Deutschlandradio Kultur)
- 2006: Prinzessin Sonja in Ritter Kuniberts Suche nach dem Glück von Wolfheinrich von der Mülbe, Regie: Robert Schoen (SWR)
- 2006: Marilyn in Lösegeld für einen Hund von Patricia Highsmith, Regie: Beate Andres (WDR)
- 2006: Hedelin Guzauski in Hello, I'm Glen Sherley von Ludwig Fels, Regie: Christiane Ohaus (RB)
- 2007: Ilse in  Kampf im Äther oder Die Unsichtbaren nach Arnolt Bronnen, Regie: Oliver Sturm (SWR)
- 2007: Djibril in Fireman Singin’ von Matthias Karow, Regie: Jörg Schlüter (WDR)
- 2007: Rosa in Hurengespräche von Heinrich Zille, Regie: Jutta Hoffmann (MDR)
- 2008: Nina in Mieses Karma von David Safier, Regie: Beatrix Ackers (NDR)
- 2008: Nora in Like a virgin von Christian Schiller und Marianne Wendt (SWR)
- 2008: Als wir über die Terrasse schwammen von Claudia Gabler, Regie: Judith Lorentz (SWR)
- 2009: Madeleine im ARD-Radio-Tatort: Die gelben Laster von Matthias Wittekindt, Regie: Norbert Schaeffer (NDR)
- 2009: Das Mädchen, das sterben sollte von Glyn Maxwell, Regie: Irene Schuck (NDR)
- 2010: Dana in Gewitter von Sina Ness, Regie: Angeli Backhausen (WDR)
- 2010: Lucy in Hundert nackte Kängurus von Michael Farin, Hans Schmid und zeitblom, Regie: Michael Farin und zeitblom (WDR)
- 2010: Maria in Die Außerirdischen von Friedemann Schulz, Regie: Ulrich Lampen (HR)
- 2012: Titelfigur in Cici Letters von Benjamin Tillig und Thom Kubli, Regie: die Autoren (WDR)
- 2012: Pinky in Der weiße Tiger nach dem gleichnamigen Roman von Aravind Adiga, Bearbeitung und Regie: Beate Andres (Deutschlandradio Kultur/NDR)
- 2013: Jutta jung in Liebesbriefe ans Personal von Anna Pein, Regie: Oliver Sturm (WDR)
- 2013: Feedback Nigger Radio Reservation von Edgar Lipki feat. fs: Kollektiv, Regie: der Autor (WDR)
- 2014: Marie in Teufels Spielplatz von Levander Berg, Regie: Wolfgang Rindfleisch (Deutschlandfunk)
- 2014: Rashomon Hilti von Edgar Lipki feat. fs:Kollektiv, Regie: der Autor (WDR)
- 2014: Celia in Murphy von Samuel Beckett, Bearbeitung und Regie: Oliver Sturm (Deutschlandfunk)
- 2015: Ida in Eine von vielen von Mona Winter, Regie: die Autorin (RBB)
- 2015: Ella Bornjohann in Die ganze Wahrheit über meinen Vater von Christoph Buggert, Regie: Stefan Kanis (MDR)
- 2016: Glenda in Der Tod von Sweet Mister nach dem Roman von Daniel Woodrell, Bearbeitung: Norbert Schaeffer, Regie: Roman Neumann (NDR)
- 2017: Erzählerin in Odyssee Mare Monstrum von Nikolas Darnstädt, Regie: der Autor (Deutschlandfunk in Zusammenarbeit mit der HfS „Ernst-Busch“)
- 2019: Ein Schaf in Das letzte Schaf von Ulrich Hub, Regie: Steffen Moratz (MDR)